# Federación de la Oficina Agrícola Estadounidense

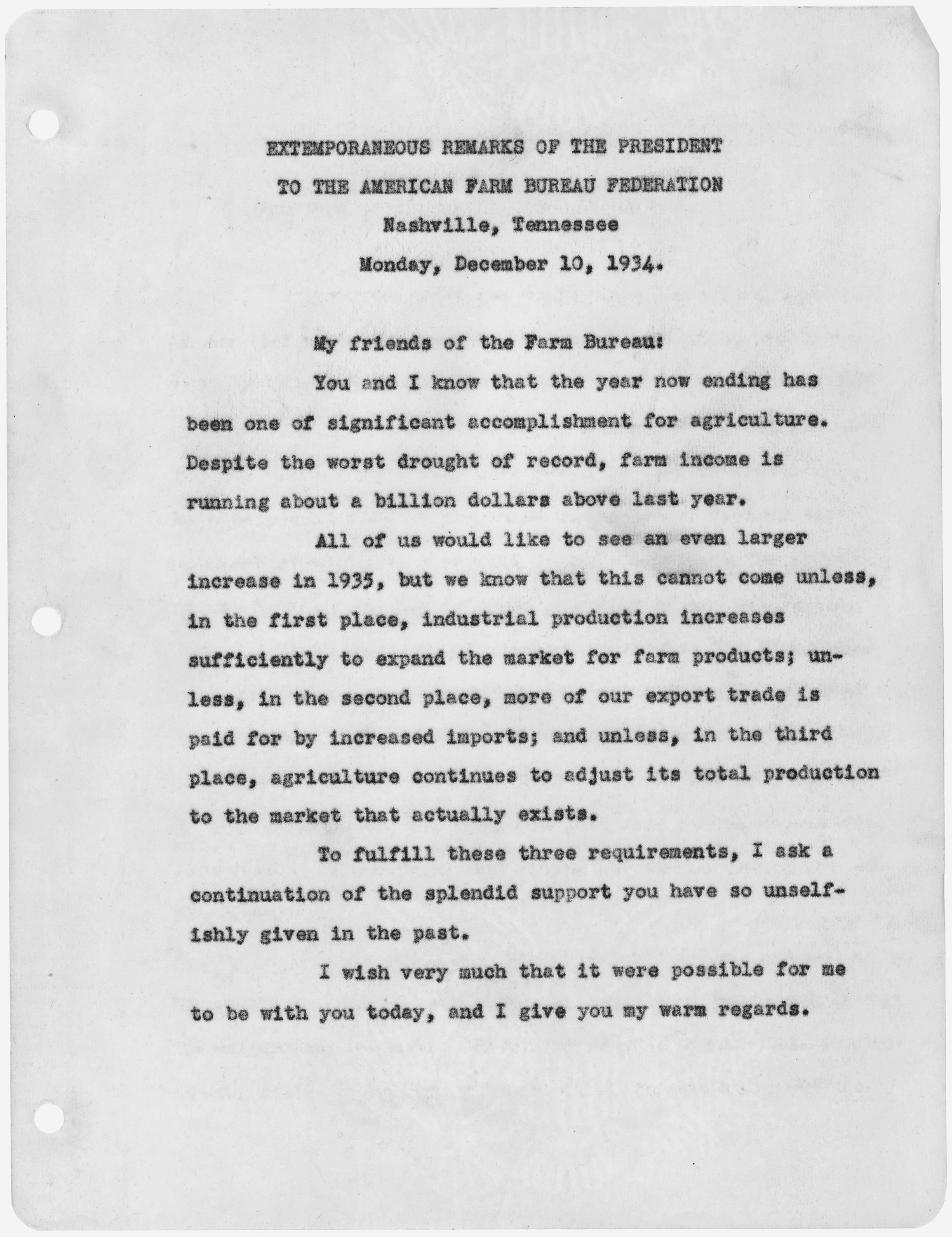
1935 FDR comentarios de la Federación Estadounidense de la Oficina Agrícola sobre agricultura durante la Gran Depresión

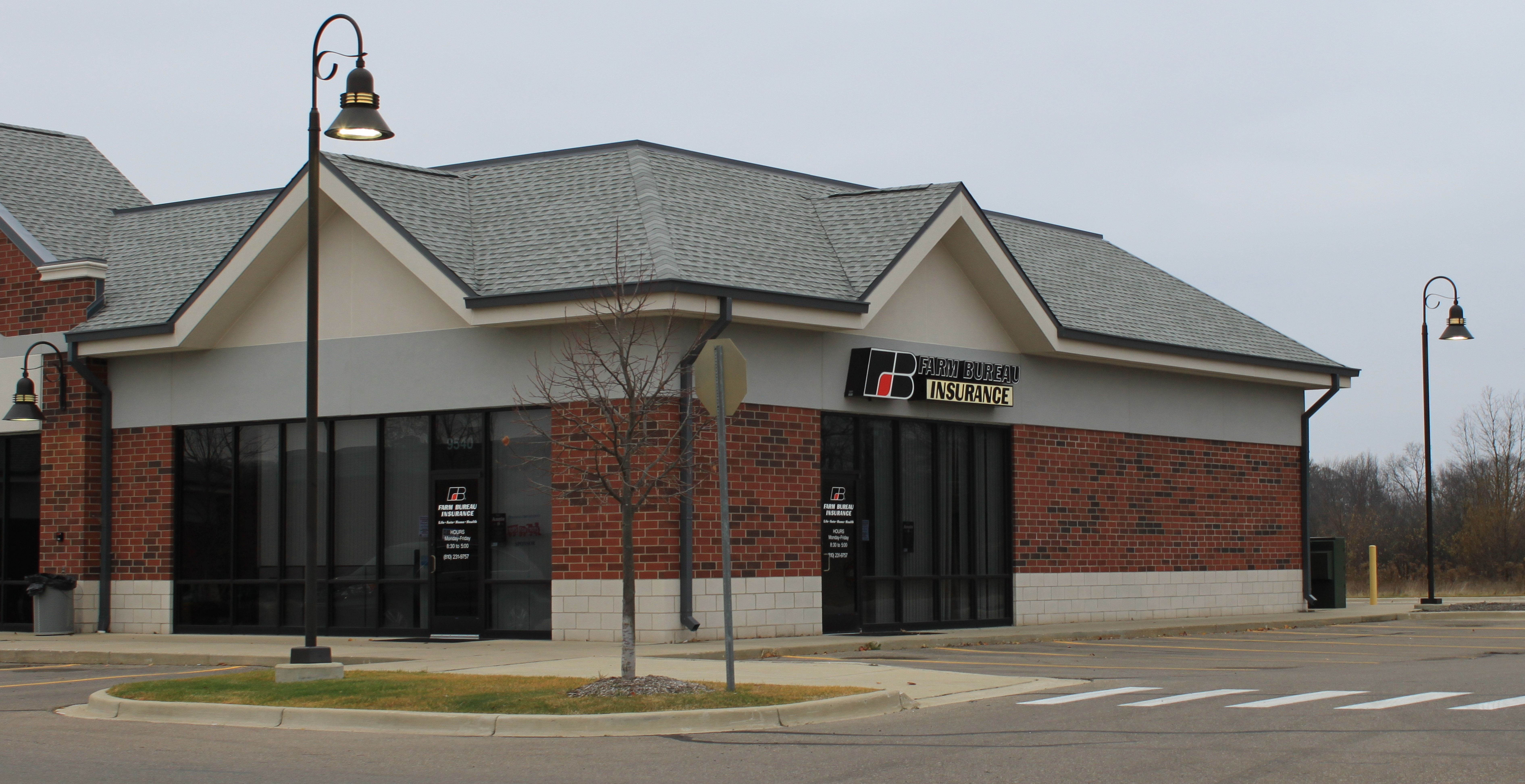
Farm Bureau office en Pinckney, Míchigan

La Federación de la Oficina Agrícola Estadounidense (AFBF), más comúnmente conocida como Farm Bureau Insurance y Farm Bureau Incorporated (FB), es una compañía de seguros con sede en Estados Unidos y grupo que representa a la industria agrícola estadounidense, desde pequeñas granjas familiares hasta grandes corporaciones agrícolas. Con sede en Washington D. C. Farm Bureau tiene afiliados en los 50 estados y Puerto Rico.

## Historia
El movimiento Farm Bureau comenzó en 1911 cuando John Barron, un granjero que se graduó de la Universidad de Cornell, trabajó como agente de extensión en Condado de Broome, Nueva York. Se desempeñó como representante de Farm Bureau para agricultores en la Cámara de Comercio de Binghamton, Nueva York. El esfuerzo fue financiado por el Departamento de Agricultura. La Oficina Agrícola del Condado de Broome pronto se separó de la Cámara de Comercio. Más tarde se formaron otras oficinas agrícolas en condados de los EE. UU.
En 1914, con la aprobación de la Ley Smith-Lever de 1914, el Congreso acordó compartir con los estados el costo de los programas para proporcionar "agentes del condado", quienes proporcionaron información a los agricultores sobre métodos mejorados de cría de animales y la producción de cultivos desarrollada por universidades agrícolas y estaciones experimentales, que se ha convertido en el actual Servicio de Extensión Cooperativa.
En 1915, los agricultores reunidos en Condado de Saline, Misuri, formaron la primera Oficina Agrícola del estado.
Las oficinas agrícolas locales y estatales iniciales (1910-1940) tenían una función social y educativa que fomenta los esfuerzos del servicio de extensión, y también perseguían las funciones de poder negociador común para la compra de suministros como semillas y equipo (comparable en ese sentido a la agricultura cooperativas, pero con potencial para una unificación más grande / más amplia) y capacidad conjunta para proporcionar seguros contra incendios y seguros de vehículo para sus granjas, a través del poder de negociación (en grupo compra de seguros) y autoaseguro, capacidad para formar nuevas compañías de seguros propias; eran comparables a ese respecto a las mutuas de seguros (y de hecho fundaron varias de esas empresas). En todas estas funciones, las oficinas agrícolas locales y estatales se convirtieron en lo más parecido a un sindicato de agricultores o una asociación comercial de agricultores que existía en los Estados Unidos fuera de pequeñas cooperativas. Más precisamente, formaron una red de tales sindicatos o asociaciones con una organización matriz nacional, algo análoga en ese sentido a una federación de sindicatos; pero dado que las granjas familiares son autónomas, el paralelo con las asociaciones comerciales es más relevante.
Desde entonces, han desarrollado una presencia de lobbying.
En 1919, un grupo de agricultores de 30 estados se reunió en Chicago. Ellos fundaron la American Farm Bureau Federation con el objetivo de "hablar por sí mismos a través de su propia organización nacional". Sus documentos iniciales de organización decían: "El propósito de Farm Bureau es hacer que el negocio agrícola sea más rentable y que la comunidad sea un mejor lugar para vivir. Farm Bureau debe proporcionar una organización en la que los miembros puedan obtener los beneficios de los esfuerzos unificados de una manera que nunca podría lograrse mediante un esfuerzo individual." La declaración originalmente aprobada por los miembros de Farm Bureau en 1920.

## Cabildeo
Una investigación de 2012 realizada por The Nation detalló las operaciones políticas estatales y federales a gran escala del Farm Bureau:
"En las zonas rurales, el Farm Bureau prepara a los candidatos políticos obedientes, en su mayoría republicanos; ejerce el poder de dictar los resultados de las elecciones legislativas y nombrar a los poderosos comités estatales de agricultura. Luego influye en qué proyectos de ley relacionados con la agricultura se convierten en ley. En el camino, se ha convertido en un cercano segundo lugar después de Monsanto en gastos de cabildeo para asuntos relacionados con la agricultura, gastando casi $ 6 millones en 2011, todo en nombre de los agricultores."
El Farm Bureau retiene a 22 cabilderos registrados. En 2012, fue el principal contribuyente a candidatos federales, partidos y grupos externos con pagos de más de 1 millón de dólares, con un 62% a  Republicanos. Durante la última década, Farm Bureau gastó $ 16 millones, que fue el 45% del monto total gastado por los diez intereses más grandes de agronegocios en los EE. UU.
La Oficina Agrícola apoyó la Ley de Incentivos para la Lucha contra el Hambre de 2014 (HR 4719; 113.er Congreso), un proyecto de ley que enmendaría las leyes fiscales federales para extender y expandir permanentemente ciertas disposiciones vencidas que proporcionaban una deducción fiscal mejorada para empresas que donaron su inventario de alimentos a organizaciones benéficas. Farm Bureau argumentó que sin el impuesto amortización, "en la mayoría de los casos, para este tipo de empresas es más barato tirar la comida que donarla".

### Cambio climático
La Oficina Agrícola se ha opuesto durante mucho tiempo a la regulación o los impuestos de gases de efecto invernadero y  política climática que dice disminuiría la competitividad de la agricultura estadounidense, especialmente mientras que los agricultores y empresas de otras naciones permanecen libres de las limitaciones de las emisiones. La oposición de Farm Bureau a la regulación relacionada con el cambio climático comenzó con medidas de regulación tope y comercio, que según el Farm Bureau aumentarían los precios de los combustibles y fertilizantes para los agricultores. En ese momento, la posición oficial de Farm Bureau era que "no hay una evaluación científica generalmente acordada del impacto exacto o el alcance de las emisiones de carbono de las actividades humanas, su impacto en las últimas décadas de calentamiento o cómo afectarán los cambios climáticos futuros". En 2003, los economistas de Farm Bureau se unieron a  Heartland y Hudson Institute en la publicación de un artículo que calificó la regulación estatal o federal de gases de efecto invernadero como innecesaria, enormemente costosa y particularmente dañina para la comunidad agrícola.
La sesión sobre cambio climático en la reunión nacional de 2010 de Farm Bureau se tituló "Calentamiento global: ¿Una mentira candente? y contó con el negacionista del cambio climático Christopher C. Horner, abogado del Competitive Enterprise Institute, un grupo respaldado en gran parte por la industria que se opone firmemente a los límites de los gases de efecto invernadero. En la reunión, los delegados aprobaron por unanimidad una resolución que "apoya firmemente cualquier acción legislativa que suspenda la autoridad de EPA para regular los gases de efecto invernadero bajo la  Ley de Aire Limpio". Justo antes de la reunión, la Unión de Científicos Preocupados envió al grupo una carta señalando que su posición sobre el cambio climático es contraria a la de todas las organizaciones científicas importantes y lo instó a apoyar la acción sobre el cambio climático.
Para 2019, Farm Bureau había dejado de negar públicamente el cambio climático, pero sigue oponiéndose a las soluciones no basadas en el mercado. Continúa argumentando que las restricciones al carbono y las emisiones aumentarán los costos de la energía y los fertilizantes y obstaculizarán la competitividad de los agricultores estadounidenses. Se opone a los  impuestos sobre el uso o las emisiones de carbono, cualquier ley o reglamento que exija la notificación de cualquier  emisión de GEI por parte de una entidad agrícola, cualquier reglamento de GEI de la EPA y cualquier intento de regular las emisiones de metano del ganado.

## Seguro
Además de sus actividades de cabildeo político, Farm Bureau es "una red multimillonaria de compañías de seguros con fines de lucro" y el tercer grupo de seguros más grande de los Estados Unidos. Lo que incluyó $ 9 mil millones en subsidios federales para seguros agrícolas.
Una organización independiente de Farm Bureau llamada FBL Financial Group con sede en West Des Moines, Iowa, vende seguros bajo la marca Farm Bureau Financial Services. También utiliza el logotipo de Farm Bureau.
Nationwide Mutual Insurance Company comenzó como una compañía de seguros para miembros de la Ohio Farm Bureau Federation. Continúa sirviendo como proveedor de seguros para Farm Bureaus en nueve estados. Otras compañías de seguros vinculadas a Farm Bureaus incluyen Farm Family Insurance, que sirve como proveedor de seguros para Farm Bureaus en cinco estados, y Country Financial, que presta servicios a clientes en diecisiete estados.
Farm Bureau y sus filiales estatales también son propietarios de American Agricultural Insurance Company, una reaseguradora, y American Farm Bureau Insurance Services, una aseguradora de cultivos.

## Otras lecturas
- Barnes, John K. (August 1922). «J. R. Howard, Leader Of American Farmers». The World's Work: A History of Our Time XLIV: 509-518. Consultado el 4 de agosto de 2009.

- Berlage, Nancy K. "Organizing the farm bureau: Family, community, and professionals, 1914-1928." Agricultural history 75.4 (2001): 406-437. online

- Campbell, SueEllen (16 de abril de 2019). «Farm Bureau shows little concern about climate change ag effects». Yale Climate Connections (en inglés estadounidense). Consultado el 12 de septiembre de 2019.
- Hansen, John Mark. Gaining access: Congress and the farm lobby, 1919-1981 (U of Chicago Press, 1991). online
- McConnell, Grant. The Decline of Agrarian Democracy (U of California Press, 1953), DOI: https://doi.org/10.1525/9780520349285-007 online

- Porter, Kimberly K. "Embracing the pluralist perspective: the Iowa farm Bureau federation and the McNary-haugen movement." Agricultural history 74.2 (2000): 381-392. online